# Kim D’Halluin
Pour les articles homonymes, voir Nowak.
Ne pas confondre avec l'actrice Kim Novak.
Kim D’Halluin, née Kim Nowak le 17 juin 1995, est une joueuse française de volley-ball. Elle mesure 1,78 m et joue au poste de réceptionneuse-attaquante.

## Clubs
| Club                            | De   | À    |
| ------------------------------- | ---- | ---- |
| ES Le Cannet                    | 2013 | 2015 |
| AS Saint-Raphaël                | 2015 | 2016 |
| Volley Club Marcq-en-Barœul     | 2016 | 2019 |
| CS Știința Bacău                | 2019 | 2019 |
| Pays d'Aix Venelles Volley-Ball | 2020 | 2020 |
| Quimper Volley 29               | 2021 | 2022 |
| Saint-Raphaël Var Volley-Ball   | 2022 | 2023 |

## Palmarès
- Coupe de France Professionnelle
  - Vainqueur : 2015
- Coupe de France amateur
  - Finaliste : 2017
  - Finaliste : 2018
- Championnat de France Professionnel
  - Vainqueur : 2016
  - Finaliste : 2015

- Division Elite Féminine
  - Vainqueur : 2018